# وشتان
وشتان، روستایی از توابع بخش ارجمند شهرستان فیروزکوه در استان تهران ایران است.
این روستا به علت اینکه تمام ساکنین بومی آن از سادات موسوی هستند به دارالسیاده وشتان معروف است. 
اغلب جمعیت بومی آن دریاباری و با یکدیگر نسبت سببی دارند. 

## زبان
مردم این روستا به زبان مازندرانی صحبت می کنند.

## جمعیت
این روستا در دهستان دوبلوک قرار دارد و براساس سرشماری مرکز آمار ایران در سال ۱۳۹۵، جمعیت ثابت آن ۳۱۸ نفر (۸۲خانوار) بوده‌.